# Jeumpheuk
Jeumpheuk is een bestuurslaag in het regentschap Aceh Jaya van de provincie Atjeh, Indonesië. Jeumpheuk telt 446 inwoners (volkstelling 2010).